# Jean de Beaumont
Jean Robert Maurice Bonin de la Boninière de Beaumont (ur. 13 stycznia 1904 w Paryżu, zm. 12 czerwca 2002 tamże) – francuski hrabia, strzelec, działacz sportowy, biznesmen i polityk.

## Życiorys
Jego rodzicami byli hrabia Louis Bonnin de la Bonninière de Beaumont i hrabina Juliette de Trédern. Pobierał nauki w École des Roches i École Libre des Sciences Politiques. Jako biznesmen był zastępcą kierownika na plantacjach kauczuku w Indochinach. Po powrocie do Francji był przewodniczącym kilku kompanii handlowych prowadzących działalność na Bliskim Wschodzie i w Afryce. W latach 1936–1940 członek parlamentu francuskiego, podczas II wojny światowej był pilotem myśliwca.
W 1923 roku awansował do finału biegu na 110 m przez płotki podczas międzynarodowych mistrzostw studenckich. Rok później pojawił się podczas Letnich Igrzysk Olimpijskich 1924. Wystartował wyłącznie w zawodach drużynowych w trapie, w których zajął 11. miejsce, uzyskując 2. wynik w zespole. Podczas Zimowych Igrzysk Olimpijskich 1928 był zgłoszony do startu w skeletonie, jednak nie pojawił się na starcie zawodów. W 1934 roku został wicemistrzem świata w trapie, przegrywając wyłącznie z Andrásem Montághiem.
De Beaumont był wpływowym działaczem sportowym. W latach 1951–1990 członek Międzynarodowego Komitetu Olimpijskiego. W latach 1968–1970 i 1976–1980 członek rady wykonawczej MKOl. Od 1970 do 1972 roku 2. wiceprzewodniczący MKOl, zaś od 1972 do 1974 roku 1. wiceprzewodniczący MKOl. Członek honorowy tej organizacji w latach 1990–2002. W międzyczasie był również przewodniczącym Francuskiego Komitetu Olimpijskiego (1967–1971) i Stowarzyszenia Europejskich Komitetów Olimpijskich (1968–1976). W 1991 roku otrzymał Złoty Order Olimpijski.